# Шпильрайн, Эвальд Эмильевич
Эвальд Эмильевич Шпильрайн (9 июля 1926, Ростов-на-Дону — 31 марта 2009,  Москва) — советский и российский физик, член-корреспондент РАН (1997), исследователь теплофизических свойств материалов, один из основателей научного направления водородной энергетики, руководитель научной школы эффективного использования топлива.

## Биография
Эвальд Шпильрайн родился 9 июля 1926 года в Ростове-на-Дону в семье биолога Эмиля Нафтуловича Шпильрайна (1899—1937), декана биологического факультета Ростовского университета. Братья отца — психолог, основатель советской школы психотехники Исаак Николаевич (Нафтулович) Шпильрейн (1891—1937) и декан общего факультета МЭИ Ян Николаевич (Нафтулович) Шпильрейн (1887—1938), член-корреспондент АН СССР. Отец и оба дяди погибли во время сталинских репрессий. Сестра отца — психоаналитик Сабина Николаевна (Нафтуловна) Шпильрейн (1885—1942), погибла вместе с двумя дочерьми во время немецкой оккупации Ростова-на-Дону.
Эвальд Эмильевич Шпильрайн называл Владимира Алексеевича Кириллина своим первым наставником и учителем. В 1944 году Эвальд Шпильрайн перевёлся из Алтайского машиностроительного института на третий курс энергомашиностроительного факультета Московского энергетического института в группу С2-42 (турбостроение). В том же году Владимир Кириллин читал его группе лекции по термодинамике, во время которых преподаватель и студенты обсуждали вопросы, которые касались не только институтского курса технической термодинамики, но и были более обширными. Эти лекции во многом определили дальнейший научный путь Эвальда Шпильрайна. 
Э. Э. Шпильрайн в 1948 году окончил Московский Энергетический институт. 
После окончания института, Эвальд Шпильрайн был аспирантом на кафедре ТОТ, и часто мог наблюдать за исследованиями, которые проводил Владимир Кириллин, что стало для него также полезным опытом.  
В 1952—1954 годах работал в проектном отделе треста «Энергоцветмет». В 1956 вернулся в МЭИ в качестве сотрудника кафедры инженерной теплофизики (ИТФ), а затем и преподавателя. Участвовал в создании лаборатории высоких температур кафедры, а затем и в организации Института высоких температур АН СССР (ИВТАН). С 1961 года работал в ИВТАНе, совмещая научную деятельность с преподаванием на кафедре ИТФ МЭИ. В 1964 году защитил докторскую диссертацию.
В 1997 году избран членом-корреспондентом Российской Академии наук.
Э. Э. Шпильрайн скончался 31 марта 2009 года, похоронен на Троекуровском кладбище Москвы.

### Награды
- Орден «Трудового Красного Знамени»
- Два ордена «Знак почёта»
- Орден «За заслуги перед Отечеством» IV степени (2002)
- Медали
- Почётное звание «Заслуженный деятель науки Российской Федерации» (1997)
- Премия имени И. И. Ползунова Академии наук СССР (1958)
- Почётный диплом Министерства образования и науки Российской Федерации «За выдающийся вклад в развитие водородной энергетики» (2006)

## Научные достижения
Научная работа Э. Э. Шпильрайна была посвящена исследованиям теплофизических свойств материалов, теплоносителей
и рабочих тел при высоких температурах, а также новым методам преобразования энергии, нетрадиционной энергетике.
Научной школой, созданной Э. Э. Шпильрайном, был разработан ряд технологий для тепловой и атомной энергетики, а также для космической техники.

### Должности и работа в научных организациях
- Председатель Научного совета Российской Академии Наук «Возобновляемые источники энергии»
- Председатель Национального комитета РАН по теплофизическим свойствам веществ
- Председатель Научного Совета Министерства науки Российской Федерации и Российской Академии Наук по нетрадиционной энергетике.
- Член Научного совета РАН «Теплофизика и теплоэнергетика»
- Руководитель направления Программы фундаментальных исследований Президиума РАН «Фундаментальные проблемы энергетики»
- Исполнительный директор Московского международного энергетического клуба.

### Работа в научных журналах
- Научный редактор журнала «Теплоэнергетика»
- Главный редактор международного журнала «Perspectives in Energy»
- Заместитель Главного редактора журнала «Теплофизика высоких температур»